# Невероятното пътешествие на гигантската круша
„Невероятното пътешествие на гигантската круша“ (на датски: Den utrolige historie om den kæmpestore pære) е датски компютърно-анимационен филм от 2017 г., режисиран от Амали Несби Фик, Йорген Лердам и Филип Липски, и е базиран на едноименната книга, написана от Якоб Мартин Стрид.

## В България
В България филмът е пуснат по кината на 29 юни 2018 г. от „Про Филмс“.

### Нахсинхронен дублаж
| Обработка           | студио „Про Филмс“ |
| ------------------- | --- |
| Озвучаващи артисти  | Елена Грозданова Йорданка Илова Цанко Тасев Васил Бинев Стефан Сърчаджиев-Съра Явор Караиванов Камен Асенов Сотир Мелев Петър Калчев Христо Узунов Боряна Петрова Борис Кашев |
| Режисьор на дублажа | Анна Тодорова |